# Освежающий напиток

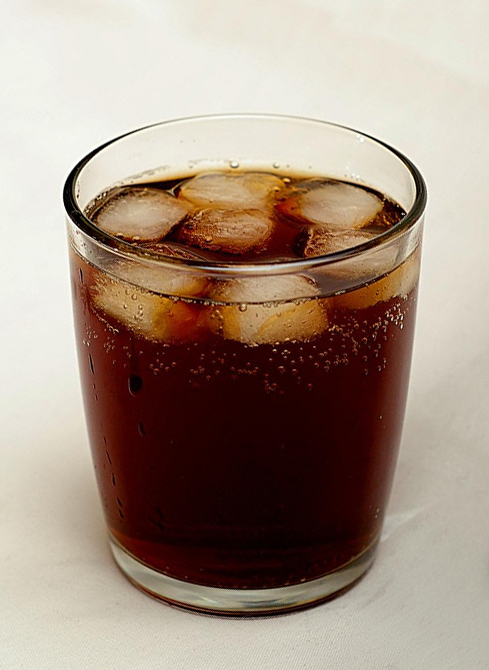
Стакан колы с кубиками льда

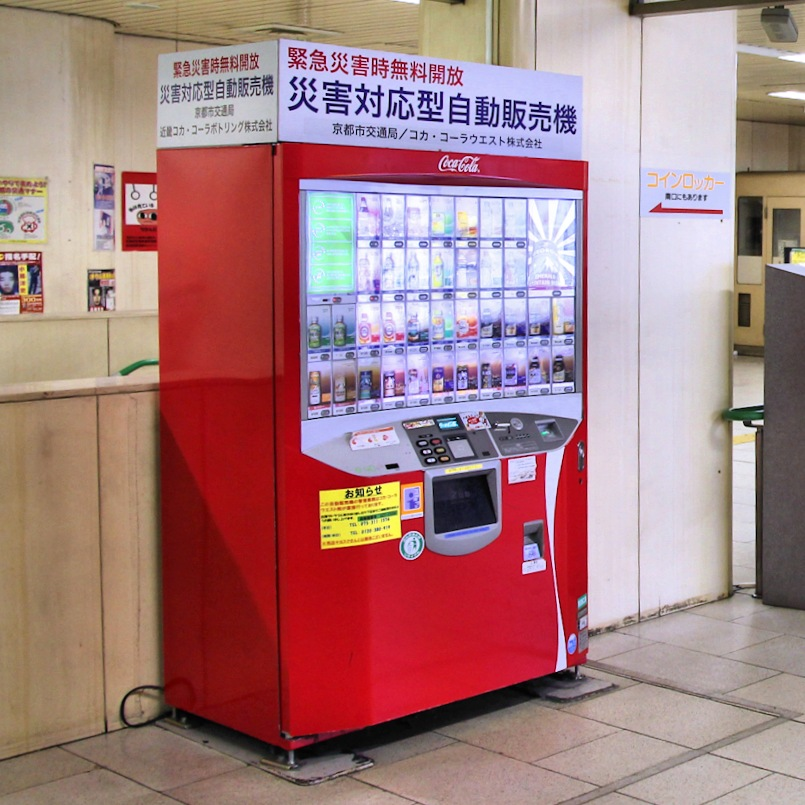
Автомат по продаже безалкогольных напитков в Японии

Освежающий напиток — безалкогольный напиток, который обычно содержит газированную воду (хотя некоторые витаминные воды и лимонады не газированы), подсластитель и натуральный или искусственный ароматизатор. Подсластитель может быть сахаром, кукурузным сиропом с высоким содержанием фруктозы, фруктовым соком, заменителем сахара (в случае диетических напитков) или их комбинацией. Освежающие напитки могут также содержать кофеин, красители, консерванты и/или другие ингредиенты.

## Состав
Освежающие напитки называют «безалкогольными» в отличие от "крепких " алкогольных напитков. В безалкогольном напитке может присутствовать небольшое количество алкоголя, но содержание алкоголя должно быть менее 0,5 % от общего объёма напитка во многих странах и регионах если напиток считается безалкогольным. Фруктовый пунш, чай (даже чайный гриб) и другие подобные безалкогольные напитки технически являются безалкогольными напитками по этому определению, но обычно не упоминаются как таковые.
Освежающие напитки можно подавать холодными, со льдом или комнатной температуры. Они доступны во многих форматах контейнеров, включая банки, стеклянные бутылки и пластиковые бутылки. Контейнеры бывают самых разных размеров, от маленьких бутылок до больших многолитровых контейнеров. Освежающие напитки широко доступны в ресторанах быстрого питания, кинотеатрах, мини -маркетах, специализированных магазинах, торговых автоматах и барах из автоматов с газировкой. В первых трех заведениях освежающие напитки обычно подают в бумажных или пластиковых одноразовых стаканчиках. В ресторанах и барах освежающие напитки часто подают в стаканах из стекла или пластика. Безалкогольные напитки можно пить через соломинку или пить прямо из чашек.
Освежающие напитки смешиваются с другими ингредиентами в нескольких способами. В западных странах в барах и других местах, где подают алкоголь (например, в самолётах, ресторанах и ночных клубах), многие смешанные напитки готовятся путем смешивания освежающего напитка с крепкими алкогольными напитками и со льдом. Один хорошо известный пример — ром и кока-кола, которые также могут содержать сок лайма. Некоторые домашние рецепты фруктового пунша, которые могут содержать или не содержать алкоголь, содержат смесь различных фруктовых соков и безалкогольный напиток (например, имбирный эль). В кафе-мороженых и закусочных, оформленных в стиле 1950-х годов, часто продаются платформы для мороженого и, в частности, платформы для корневого пива. Примеры брендов: Coca-Cola, Pepsi, Sprite, Sierra Mist, Fanta, Sunkist, Mountain Dew, Dr Pepper, Crush и 7 UP.

## История
Истоки безалкогольных напитков лежат в разработке напитков с фруктовым вкусом. На средневековом Ближнем Востоке широко пили различные безалкогольные напитки со вкусом фруктов, такие как шербет, и часто подслащивали такими ингредиентами, как сахар, сироп и мёд. Другие распространенные ингредиенты включали лимон, яблоко, гранат, мускус, мяту, лёд и др. Позднее в средневековой Европе стали популярны ближневосточные напитки, называвшиеся словом «сироп», которое пришло из арабского языка.
В конце 18 века ученые добились значительного прогресса в воспроизведении природных газированных минеральных вод. В 1767 году англичанин Джозеф Пристли впервые открыл метод насыщения воды углекислым газом для получения газированной воды. Его изобретение газированной воды является основным и определяющим компонентом большинства освежающих напитков.
Другой англичанин, Джон Мервин Нут, усовершенствовал конструкцию Пристли и продал свой аппарат для коммерческого использования в аптеках. Шведский химик Торберн Улаф Бергман изобрёл генераторный аппарат, который производил газированную воду из мела с использованием серной кислоты. Аппарат Бергмана позволял производить имитацию минеральной воды в больших количествах. Шведский химик Йёнс Якоб Берцелиус начал добавлять ароматизаторы (специи, соки и вино) в газированную воду в конце восемнадцатого века. Томас Генри, аптекарь из Манчестера, был первым, кто начал продавать искусственную минеральную воду широкой публике в лечебных целях, начиная с 1770-х годов. Его рецепт «Мефитического джулепа Бьюли» состоял из 3 драхм щелочи на кварту воды, и производителю приходилось «вводить потоки неподвижного воздуха, пока весь щелочной вкус не исчезнет».

## Содержание сахара
Многие популярные, либо активно рекламируемые безалкогольные напитки содержат значительные количества добавленного сахара.
Потребление более 15 % ежесуточной калорийности в виде добавленных сахаров (из соков, иных безалкогольных напитков и кондитерских изделий), по данным CDC, ассоциировано с повышенным риском сердечно-сосудистых заболеваний.
ВОЗ рекомендует сокращать прием подслащенных сахаром напитков для снижения темпов эпидемии ожирения и уменьшения риска диабета 2-го типа.
В различных странах обсуждаются инициативы по введению налогов или акцизов на безалкогольные напитки, содержащие сахар, в ряде штатов США такой налог уже введен.

## Индустрия
Производство освежающих напитков — крупная мировая индустрия.
На 2011 год лидеры по производству сиропов в США: Coca-Cola Company, PepsiCo (суммарно около 75 % рынка), по производству напитков: Coca-Cola Company, PepsiCo, Dr Pepper Snapple (суммарно 2/3 рынка).
На 2006 год в США на маркетинг освежающих напитков среди детей и подростков крупными компаниями было потрачено 1.6 млрд долларов. Маркетинговые стратегии этих компаний иногда сравнивают с действиями табачной индустрии.